# Halimolobos lasiolobus
Halimolobos lasiolobus är en korsblommig växtart som först beskrevs av Heinrich Friedrich Link, och fick sitt nu gällande namn av Otto Eugen Schulz. Halimolobos lasiolobus ingår i släktet Halimolobos och familjen korsblommiga växter. Inga underarter finns listade i Catalogue of Life.